# زنگ‌آواها
زنگ‌آواها (نام علمی: Laniarius) نام یک سرده از تیره سنگ‌چشم بیشه است.
نر و ماده این پرنده به تناوب سرود زنگ‌مانندی را به صورت دوسرایی می‌خوانند.